# Associazione Calcio Legnano 1950-1951
Questa voce raccoglie le informazioni riguardanti l'Associazione Calcio Legnano nelle competizioni ufficiali della stagione 1950-1951.

## Stagione

Pino Mocchetti, presidente del Legnano dal 1945 al 1952

L'obiettivo della stagione 1950-1951 è nuovamente la promozione in Serie A. Alla luce della crescita costante, che è suggellata dal 3º posto nel campionato precedente, il presidente Pino Mocchetti decide di rinforzare ulteriormente l'organico: la promozione, questa volta, è nell'aria. Vengono acquistati il portiere Renato Gandolfi, il difensore Franco Pian, il centrocampista svedese Ivar Eidefjäll e gli attaccanti Guglielmo Trevisan, Valentino Valli e Ettore Bertoni; quest'ultimo, in particolare, è stato il capocannoniere del precedente campionato di Serie B. Vengono venduti il centrocampista Fausto Braga e l'attaccante Nereo Manzardo, mentre sono ceduti per fine prestito il difensore Sergio Realini, il centrocampista Alberto Oldani e l'attaccante Egiziano Bertolucci. Alla guida tecnica è confermato Ugo Innocenti, al cui fianco viene messo, nel ruolo di direttore tecnico e giocatore, Héctor Puricelli. Con questa profusione di mezzi economici, l'obiettivo dichiarato è la conquista della promozione in Serie A.

Ettore Bertoni, al Legnano dal 1950 al 1952

Il Legnano disputa un campionato eccellente, che si conclude con la promozione in Serie A dei Lilla grazie al 2º posto in classifica a 54 punti, quattro in meno della SPAL capolista e sette in più del Modena giunto terzo. La certezza matematica della promozione è ottenuta alla terzultima giornata nonostante la sconfitta con il Catania: il passaggio di categoria viene festeggiato nella giornata successiva, che il Legnano gioca in casa, dall'invasione di campo dei tifosi a incontro terminato, dalla banda comunale e dalla consegna di medaglie d'oro ai giocatori lilla da parte del presidente della F.I.G.C.. Dopo la partita è l'intera città di Legnano a festeggiare, con due giocatori lilla, Lorenzo Colpo e Bruno Mozzambani, che girano per il centro abitato accolti da un pubblico entusiasta.
Questa stagione è tra le migliori mai disputate dal Legnano: durante il campionato i Lilla stabiliscono molti record, che resistono imbattuti ancora dopo decenni. Tra essi, ci sono il maggior numero di vittorie consecutive (9 dalla 15ª alla 23ª giornata), il maggior numero di vittorie (25), il maggior numero di vittorie interne (19 su 20), il maggior numero di vittorie interne consecutive (15), il maggior numero di reti segnate (89), il maggior numero di reti segnate da un giocatore in un solo incontro (Bertoni, cinque in Legnano-Treviso 8-2), la vittoria con il più largo scarto (contro il Seregno per 7-0) e la vittoria con maggior numero di gol segnati (contro il Treviso per 8-2).

## Divise
| Casa |

## Organigramma societario
Area direttiva
- Presidente: comm. Pino Mocchetti

Area tecnica
- Allenatore: Ugo Innocenti
- Direttore tecnico: Héctor Puricelli

## Rosa
| N. |                   | Ruolo | Calciatore          |
| -- | ----------------- | ----- | ------------------- |
|    | Italia (bandiera) | D     | Luigi Asti          |
|    | Italia (bandiera) | A     | Ettore Bertoni      |
|    | Italia (bandiera) | P     | Raffaele Biaggi     |
|    | Italia (bandiera) | A     | Lorenzo Colpo       |
|    | Svezia (bandiera) | C     | Ivar Eidefjäll      |
|    | Italia (bandiera) | P     | Renato Gandolfi     |
|    | Italia (bandiera) | D     | Fedele Greco        |
|    | Italia (bandiera) | C     | Luciano Lupi        |
|    | Italia (bandiera) | A     | Giuseppe Molina (I) |
|    | Italia (bandiera) | A     | Bruno Mozzambani    |

| N. |                    | Ruolo | Calciatore                  |
| -- | ------------------ | ----- | --------------------------- |
|    | Italia (bandiera)  | D     | Luigi Norbiato (I)          |
|    | Italia (bandiera)  | D     | Franco Pian                 |
|    | Italia (bandiera)  | A     | Silvano Pravisano           |
|    | Uruguay (bandiera) | A     | Héctor Puricelli            |
|    | Italia (bandiera)  | C     | Daniele Revere              |
|    | Italia (bandiera)  | C     | Giovanni Battista Ronchetti |
|    | Italia (bandiera)  | A     | Luciano Sassi               |
|    | Italia (bandiera)  | A     | Guglielmo Trevisan          |
|    | Italia (bandiera)  | A     | Valentino Valli             |

## Risultati

### Serie B

#### Girone d'andata
| Ancona 10 settembre 1950 1ª giornata | Anconitana        | 0 – 0 | Legnano | Stadio Dorico\| Arbitro: \| Liverani (Torino) \| |
| Arbitro:                             | Liverani (Torino) |       |         |                                                  |

| Arbitro: | Tibaldi (Savona) |

|               |           |  |
| Mozzabani 70’ | Marcatori |  |

| Arbitro: | Bertolio (Torino) |

|                             |           |  |
| Trevisan 21’ Mozzambani 75’ | Marcatori |  |

| Arbitro: | Fortina (Novara) |

|               |           |                 |
| Quaresima 80’ | Marcatori | 67’ Bertoni III |

| Arbitro: | Rigato (Mestre) |

|  |           |                 |
|  | Marcatori | 43’ Bertoni III |

| Arbitro: | Zoli (Pontedera) |

|               |           |  |
| Eidefjäll 53’ | Marcatori |  |

| Arbitro: | Poggipollini (Ferrara) |

|                           |           |                      |
| Mozzambani 4’ (rig.), 16’ | Marcatori | 87’ (rig.) Micheloni |

| Arbitro: | Savio (Torino) |

|              |           |  |
| Catalano 74’ | Marcatori |  |

| Arbitro: | Silvano (Torino) |

|                             |           |                          |
| Puricelli 14’ Pravisano 54’ | Marcatori | 49’ (rig.), 69’ Broccini |

| Arbitro: | Bertolio (Torino) |

|                  |           |               |
| Lenci 42’ (rig.) | Marcatori | 24’ Eidefjäll |

| Arbitro: | Cartei (Firenze) |

|                                                                                 |           |  |
| Pravisano 7’, 51’ Mozzambani 17’, 37’ (rig.), 70’ Bertoni III 41’ Eidefjäll 60’ | Marcatori |  |

| Arbitro: | Liverani (Torino) |

|                                    |           |  |
| Pozzo 17’ Frugali 20’ Malavasi 82’ | Marcatori |  |

| Arbitro: | Piemonte (Monfalcone) |

|                            |           |  |
| Eidefjäll 18’ Trevisan 22’ | Marcatori |  |

| Arbitro: | Gemini (Roma) |

|  |           |               |
|  | Marcatori | 14’ Eidefjäll |

| Arbitro: | Pieri (Trieste) |

|                             |           |  |
| Scagliarini 67’ Cafasso 72’ | Marcatori |  |

| 24 dicembre 1950 16ª giornata |  | - – - Turno di riposo LEGNANO |  |  |

| Arbitro: | Gemini (Roma) |

|                             |           |               |
| Fontanesi 64’ Trevisani 68’ | Marcatori | 29’ Puricelli |

| Arbitro: | Mosca (Napoli) |

|                           |           |  |
| Trevisan 6’ Puricelli 29’ | Marcatori |  |

| Arbitro: | Bilotti (Ravenna) |

|                                                            |           |  |
| Sassi I 12’ Pravisano 22’, 44’ Eidefjäll 36’ Puricelli 63’ | Marcatori |  |

| Arbitro: | Orlandini (Roma) |

|               |           |                   |
| De Lazzari 2’ | Marcatori | 5’, 22’ Eidefjäll |

| Arbitro: | Maurelli (Roma) |

|                                                                    |           |             |
| Trevisan 10’ Pravisano 42’ Bertoni III 49’ Colpo 63’ Eidefjäll 65’ | Marcatori | 85’ Marzani |

#### Girone di ritorno
| Arbitro: | Menchini (Udine) |

|                                                              |           |  |
| Eidefjäll 13’, 76’ Pravisano 49’ (rig.), 87’ Bertoni III 54’ | Marcatori |  |

| Arbitro: | Orlandini (Roma) |

|            |           |                             |
| Vargas 84’ | Marcatori | 23’ Eidefjäll 86’ Pravisano |

| Arbitro: | Bellè (Venezia) |

|  |           |                       |
|  | Marcatori | 33’ (rig.) Mozzambani |

| Arbitro: | Pieri (Trieste) |

|                                                 |           |                            |
| Pravisano 32’, 42’ Trevisan 37’ Bertoni III 69’ | Marcatori | 1’ Chiumento 20’ Quaresima |

| Arbitro: | Gamba (Napoli) |

|                               |           |  |
| Bertoni III 62’ Pravisano 69’ | Marcatori |  |

| Arbitro: | Gemini (Roma) |

|                      |           |  |
| Opisso 61’ Brach 70’ | Marcatori |  |

| Arbitro: | Massai (Pisa) |

|                                   |           |  |
| Marchetto 9’ Luciano Cavaleri 71’ | Marcatori |  |

| Arbitro: | Rigato (Mestre) |

|                                    |           |             |
| Bertoni III 48’, 64’ Pravisano 67’ | Marcatori | 75’ Rizzato |

| Venezia 1º aprile 1951 30ª giornata | Venezia          | 0 – 0 | Legnano | Stadio Pierluigi Penzo\| Arbitro: \| Orlandini (Roma) \| |
| Arbitro:                            | Orlandini (Roma) |       |         |                                                          |

| Arbitro: | Coppa (Mariano Comense) |

|                                                      |           |              |
| Pravisano 1’, 20’ Colpo 4’ Bertoni III 50’, 74’, 90’ | Marcatori | 89’ Frandsen |

| Arbitro: | Piemonte (Monfalcone) |

|                           |           |               |
| Secchi 4’ Pirovano II 31’ | Marcatori | 55’ Eidefjäll |

| Arbitro: | Pieri (Trieste) |

|                                                    |           |  |
| Bertoni III 50’, 74’, 76’ Revere 57’ Eidefjäll 89’ | Marcatori |  |

| Arbitro: | Longagnani (Modena) |

|                                                |           |                            |
| Scopigno 5’ (rig.) Bertoloni 49’ Giorgetti 57’ | Marcatori | 21’ Mozzambani 67’ Bertoni |

| Arbitro: | Cartei (Firenze) |

|                                                                   |           |                              |
| Bertoni III 11’, 20’, 50’, 55’, 70’ Pravisano 23’, 74’ Revere 54’ | Marcatori | 56’ Aliprandi 89’ Vascellari |

| Arbitro: | Selva (Torino) |

|                                             |           |                        |
| Mozzambani 1’ Eidefjäll 37’ Bertoni III 55’ | Marcatori | 26’ Cafasso 82’ Davoli |

| 20 maggio 1951 37ª giornata |  | – Turno di riposo LEGNANO |  |  |

| Arbitro: | Dattilo (Roma) |

|                |           |  |
| Bertoni III 5’ | Marcatori |  |

| Arbitro: | Agnolin (Bassano del Grappa) |

|                               |           |                           |
| Greco 12’ (aut.) Canonico 44’ | Marcatori | 5’ Bertoni III 36’ Molina |

| Arbitro: | Marchese (Napoli) |

|                           |           |  |
| Klein 23’, 89’ Brondi 64’ | Marcatori |  |

| Arbitro: | Gemini (Roma) |

|                                                                                   |           |                              |
| Mozzambani 6’ Bertoni III 14’ Revere 27’ Trevisan 80’ Pravisano 82’ Eidefjäll 89’ | Marcatori | 1’, 42’, 55’ Tessaro 5’ Sega |

| Arbitro: | Piemonte (Monfalcone) |

|                                                |           |                          |
| Balbiano 13’ Marzani 19’, 50’, 87’ Mussino 31’ | Marcatori | 29’ Molina 89’ Pravisano |

## Statistiche

### Statistiche di squadra
| Competizione | Punti | Totale | Totale | Totale | Totale | Totale | Totale | DR  |
| Competizione | Punti | G      | V      | N      | P      | Gf     | Gs     | DR  |
| ------------ | ----- | ------ | ------ | ------ | ------ | ------ | ------ | --- |
| Serie B      | 54    | 40     | 24     | 6      | 10     | 89     | 47     | +42 |

### Statistiche dei giocatori
| Giocatore      | Serie B  | Serie B |
| Giocatore      | Presenze | Reti    |
| -------------- | -------- | ------- |
| L. Asti        | 28       | 0       |
| E. Bertoni     | 34       | 25      |
| R. Biaggi      | 1        | 0       |
| L. Colpo       | 35       | 2       |
| I. Eidefjäll   | 37       | 16      |
| R. Gandolfi    | 39       | 0       |
| F. Greco       | 38       | 0       |
| L. Lupi        | 16       | 0       |
| G. Molina (I)  | 9        | 2       |
| B. Mozzambani  | 30       | 11      |
| L. Norbiato    | 10       | 0       |
| F. Pian        | 30       | 0       |
| S. Pravisano   | 37       | 19      |
| H. Puricelli   | 5        | 4       |
| D. Revere      | 38       | 3       |
| G.B. Ronchetti | 1        | 0       |
| L. Sassi       | 4        | 1       |
| G. Trevisan    | 38       | 6       |
| V. Valli       | 10       | 0       |